# Pierre des Essarts (mort en 1349)
Ne doit pas être confondu avec Pierre des Essarts.
Pierre des Essarts, parfois dit Pierre des Essars, est un riche bourgeois français du XIVe siècle, rendu indispensable au roi de France par ses importantes ressources pécuniaires et qui, de ce fait, devient un proche conseiller financier de Philippe V, Charles IV et Philippe VI. Lié aux très impopulaires « remuements de la monnaie », il est emprisonné en 1346 après la défaite de Crécy à laquelle il faut trouver des boucs émissaires. Il est gracié en 1347 mais meurt de la peste bubonique en 1349 qui ravage alors l'Europe.
Il est le beau-père d'Étienne Marcel, prévôt des marchands de Paris.

## Famille
Fils de Martin des Essars
Pierre des Essarts a neuf enfants de deux mariages :
- de Thomasse de Senlis :
  - Pierre II des Essarts (mort à la bataille de Crécy en 1346), chevalier, d'où un fils, Pierre III des Essarts ;
  - Yolant, religieuse à Saint-Louis de Poissy ;
- de Jeanne de Pacy[2] :
  - Marguerite, qui épouse Étienne Marcel, d'où sept enfants et postérité[3],[4] à nos jours ;
  - Pernelle, qui épouse Robert de Lorris, chambellan et secrétaire de Philippe VI de Valois ;
  - Jeanne, (vers 1285- 1346), qui épouse Henri Baillet, trésorier de France de Philippe VI de Valois, cité en 1347 ;
  - Jean, chanoine et voyer de Paris (en 1349) ;
  - Jean II ;
  - Martin ;
  - Marion.

## Contexte
À partir de la fin du XIIIe siècle, l'équilibre entre les trois ordres se rompt. Le développement des villes a nécessité la création d'un État centralisé rendant justice, unifiant la monnaie et devant protéger le pays contre les attaques éventuelles d'autres États puissants capables de lever des armées conséquentes. Une telle structure doit être financée et l'État a d'autant plus besoin de ressources financières que le système féodal se maintient par la redistribution de richesses vers ses vassaux. Le grand patriciat commerçant possède des ressources financières très abondantes qu'il prête aux princes et aux ecclésiastiques: Il devient un acteur incontournable. 
Ne disposant pas d'une administration suffisante et voulant limiter la puissance des grands féodaux, les capétiens lui délèguent de plus en plus de pouvoirs politiques, fiscaux et judiciaires créant de véritables zones franches aux grands carrefours commerciaux. Par exemple, le prélèvement de taxes se fait souvent indirectement: le roi se fait prélevant directement le montant voulu sur la fortune de riches patriciens qui se remboursent en prélevant l'impôt, empochant alors de confortables bénéfices. De la même manière, le roi fait appel à ces riches changeurs pour des mutations monétaires, autre instrument pour renflouer les caisses de l'État. Ces manipulations qui diminuent la teneur en métaux précieux du numéraire entraînent des dévaluations qui sont très mal perçues par la population des villes et la noblesse (une dévaluation réduit la valeur des redevances seigneuriales à montant fixe). Enfin, La multiplication des affaires à régler, a rendu impossible leur seul traitement par les rois et la grande noblesse qui ont alors délégué une partie de leurs pouvoirs judiciaires à des parlements et autres Cours de justice qui sont un moyen pour le patriciat de rentrer dans la noblesse de robe.
Le père de Pierre des Essarts est maire de Rouen et vient à Paris du temps de Philippe le Bel. Il est pendant 20 ans maître à la chambre des comptes.

## Biographie
Pierre est lié par mariage a l'une des plus grandes familles de changeurs parisiens et, introduit par son père Martin des Essars dans l'entourage de Philippe V, il grimpe dans la hiérarchie sociale : il est receveur de la reine, argentier du roi et enfin maître des comptes. Il perpétue la stratégie familiale d'alliances matrimoniales dans le patriciat urbain ce qui permet de contrôler de plus en plus de ressources financières susceptibles d'être empruntées par le roi et de devenir de plus en plus indispensables à l'État. Ainsi, il marie ses filles avec d'autres riches bourgeois parisiens qui y voient un moyen de se rapprocher eux-mêmes du pouvoir et d'un éventuel anoblissement. Ainsi, sa fille Marguerite des Essarts, se marie avec Étienne Marcel. Ce dernier profite des relations de Pierre des Essarts pour entrer en politique et créer de nouveaux liens avec les riches marchands des communes flamandes.
Gérant les finances des deux derniers Capétiens et du premier Valois il est au premier plan lors des mutations monétaires qui sont un bon moyen pour procurer à l'État des ressources financières quand l'impôt devient de plus en plus difficile à faire accepter.
En 1346, à la suite de la désastreuse bataille de Crécy, il faut trouver des boucs émissaires. Rendu responsable du mauvais gouvernement, Pierre des Essarts est jeté en prison avec d'autres banquiers manipulateurs de la monnaie proches du pouvoir tel Jean Poilevillain. Son beau fils Étienne Marcel aurait intercédé auprès du comte de Flandre Louis de Male pour faire libérer Pierre des Essarts. Celui-ci sort de prison en 1347 sans être condamné ni acquitté mais il meurt de la peste en 1349. À sa mort, Étienne Marcel est donc l'un de ses héritiers, mais se méfiant des amendes qui pourraient tomber sur la fortune du défunt une fois le procès terminé, il est soucieux de la dot de sa femme. Il refuse alors la succession. 
Robert de Lorris un autre puissant bourgeois, est lui aussi l'un des gendres de Pierre des Essarts. Il a su revenir dans l'entourage royal dès 1347, à tel point qu'il est l'un des proches conseillers de Jean le Bon, et obtient le 7 février 1352 la réhabilitation de son beau-père Pierre des Essarts. Bien informé, il n'a pas renoncé - lui, à la succession, et est le seul à empocher 50 000 livres. Étienne Marcel vit cela comme une escroquerie dont il fait les frais. La rancune s'accroît contre les spéculateurs qui gravitent autour du roi Jean le Bon, quand l'argentier du roi décide de se passer des drapiers parisiens et de passer directement ses commandes à Gand, Louvain ou Bruxelles. 
Un autre de ses gendres, Henri Baillet, trésorier de France, époux de Jeanne des Essarts est à l'origine d'une importante famille de conseillers et de présidents au Parlement de Paris. Son fils, Jean Ier Baillet, époux de Jacqueline d'Ay, trésorier de Charles de Normandie (le futur Charles V) sera assassiné par un changeur du nom de Perrin Macé, rue neuve Saint-Merri le 14 janvier 1358.